# Battaglia di Sasowy Róg (1616)
La battaglia di Sasowy Róg venne combattuta presso Ștefănești (Moldavia) nel 1616 tra le forze della Confederazione Polacco-Lituana, ivi rappresentata dagli eserciti privati dei magnati Michał Wiśniowiecki e Samuel Korecki, e quelle dell'Impero ottomano al comando del Beylerbey di Bosnia, Iskander Pasha. La battaglia si concluse con una netta vittoria ottomana.